# Повесть о раджах Пасея
Повесть о раджах Пасея (Хикаят раджа Пасей) — малайская хроника-хикаят, повествующая о правителях княжества в Северо-Восточной части Суматры Пасей-Самудра в период примерно с середины XIII по XIV век. Повесть основана на реальных событиях, но в значительной степени мифологизирована. Повесть считается одним из ранних памятников собственно малайской литературы, находящимся при этом под сильным влиянием арабских сказаний. Повесть рассказывает о предках раджей Пассея, основании княжества, принятии ислама, процветании города и наконец его завоевание Маджапахитом, что привело к расселению пасейских мусульман на Яву. Точная дата составления хроники неизвестна, приводятся даты от 1330 года до 1524, хотя по косвенным признакам её можно отнести к второй половине XIV века.

## Исторический контекст
В период после распада островной империи Шривиджайя на северо-западе Нусантары возник ряд городов-государств (Малакка, Пасей, Джохор, Аче), связанных торговыми путями с другими государствами региона и арабским миром. Из этих городов Пасей первым принял ислам, что по палеографическим памятникам можно датировать 1280-ми годами. Среди историков нет единого мнения относительно того откуда на Суматру попал ислам: из Гуджарата и Малабара или непосредственно арабами из аравии. В малайских хрониках принята последняя позиция. В любом случае на Суматре, о чём свидетельствует Ибн Баттута был распространён Шафиитский мазхаб ислама.
Исторический Пасей существовал с 1270-х по 1524 год, когда он был окончательно завоёван Аче. Зависимость Пасея от Маджапахита не привела к уничтожению правящей династии.
В 1931 году в городе Лхоксёмаве была записана устная версия малайской «Повести о раджах Пасея» с вкраплениями ачехских слов — названная «Легенда о Самудре». Легенда во многом отличается от повести, но основные сюжетные линии переданы одинаково.

## Сюжет

### Происхождение династии
Повесть начинается с того, что два брата-раджи Ахмад и Мухаммад решили основать город в Самарланге. Во время рубки леса Мухаммад нашёл в стволе бамбука девочку и взял к себе домой. Он удочерил её и назвал принцесса Бетунг (то есть «бамбук»). Ахмад основал город в Балик Римба. По совету старца, он подстерёг в лесу слона, который носил с собой чудесного ребёнка. Ахмад хитростью выкрал мальчика у слона и назвал его принц Мерах Гаджах (то есть «господин-слон»). Гаджах и Бетунг поженились и у них родились сыновья: старший Мерах Силоу и младший Мерах Хусум. Спустя несколько лет Гаджах из любопытства вырвал золотой волос из головы Бетунг, но она истекла кровью и умерла. Ахмад убил Гаджаха и братья-раджи стали воевать, взаимно истребив друг друга.
Силоу и Хусум с немногими выжившими переселились в страну Бируан и поселились по разные стороны реки. Живя на берегу реки Силоу научился добывать золото магическим способом и приручил диких буйволов. Братья поссорились и Силоу ушёл в страну Булух Теланг. Там Силоу сдружился с местной знатью с стал раджей. Выдержав войну с султаном Маликом ан-Насиром, Силоу стал править окрестными землями.

### Основание Самудры и Пасея
Однажды Силоу охотился со своим псом по кличке Си Пасей и на одном холме пёс нашёл огромного муравья размером с кошку. Силоу съел муравья и основал на холме город «Самудра» — большой муравей. Во сне Силоу увидел пророка Мухаммеда и принял ислам. Вскоре прибыл корабль из страны «мекканских Шарифов» и шейх Исмаил привёз Коран. Жители Самудры обратились в ислам и стана стала называться Сумудра Даруссалам, а Силоу — султан Малик ас-Салех. Решив женится Салех отправил своих министров в страну Перлак (ныне Восточный Ачех). Там они сосватали султану принцессу Гангганг, рождённую от наложницы. С помощью одного индуса султан организовал в стране добычу золота с Самудра стала богатеть. У Салеха родился сын по имени Малик ат-Тахир.
Снова охотясь за городом с Си Пасеем, Салех нашёл оленька, который стоил на пригорке и храбро оборонялся от пса. Султан решил, что место сделало трусливое животное бесстрашным. Салех решил основать там город и поскольку пёс Си Пасей умер на том же холме где стоял оленёк — султан назвал город Пасей и поставил там править Малик ат-Тахира. Тахир вскоре скончался, оставив двух сыновей Малик ал-Махмуда и Малик ал-Мансура. Селех стал растить внуков. Махмуд стал править в Пасее, а Мансур после смерти деда в Самудре.

### Война сСиамом
Узанав о богатстве Пасея, сиамцы во главе с витязем Талак Седжангом, придя на 100 судах, высадились рядом с Пасеем. После кровопролитной битвы Махуд собрал все силы и наконец Талака Седжанга был сражён стрелой в грудь и пасейцы одержали победу.

### Ссора братьев
Во время отъезда Махмуда, Мансур выкрал из его дворца придворную красавицу. Махмуд затаил обиду на Мансура. Воспользовавшись предлогом семейного праздника, Махмуд заманил Мансура во дворец и схватил его со всеми его придворными. Мансур был отправлен в ссылку в Темианг, а его советника казнили. Вскоре Махмуд пожалел о своём решении и приказал вернуть брата. На обратном пути Мансур скоропостижно скончался и Махмуд отрёкся от престола в пользу своего сына Ахмада. Вскоре Махмуд умер.

### Правление Ахмада
Правление султана Ахмада началось счастливо. У него было 30 детей из них 5 от одной жены: сыновья Тун Браим Бапа, Тун Абдул Джалил, Тун Абдул Фадил и дочери Тун Медам Периа, Тун Таких Дара. Браим Бапа был величайшим богатырём и его знали на островах и в Индии. Джалил был самым красивым и о его красоте узнала Гемеренчанг - принцесса Маджапахита. Фадил стал великим богословом и слава о нём дошла до Самарканда. Дочери же были очень красивы.
Со временем Ахмад воспылал страстью к своим дочерям. Султан сказал министрам: "Если некто посадит растение, кому следует первым отведать его плоды". Некоторые советники поняли, что имеет в виду султан и сообщили Бапе. Браим Бапа отвёз сестёр в другой город. Браим Бапа победил на состязании прославленных индийских витязей и как-то случайно сотряс дворец султана Ахмада. Султан решил, что для того чтобы завладеть принцессами ему нужно убить Браима Бапу.
Ахмад решил отправиться на отдых в верховья реки и приказал Джалилу оставаться в Пасее. А Браиму Бапе султан повелел отправляться в верховья Турея для подготовки пира и ловли рыбы. Бапа понял, что султан решил так погубить его подальше от посторонних глаз. Браим Паба сказал, что может легко справиться и с Ахмадом и с кем угодно, но решил не нарушать отцовскую волю. Во время рыбалки Бапа нырял с сетью и Ахмад приказал заколоть его, когда он выяснится из воды. Но Бапа проплыл всё реку до излучены под водой. Поняв, что силой его не одолеть, Ахмад повелел колдуну изготовить отравленное печенье и послал его Бапе с наказом съесть после купания. Периа и Дара взяли печенье в руки и тут же умерли. Бапа похоронил их и после сам съел отравленное печенье. Отравленный Бапа совершил последний подвиг - убил в омуте чудовищного змея-быка и срубил ядовитое древо. После этого Бапа умер и его похоронили рядом с сёстрами.

### ЗавоеваниеМаджапахитом
Вести о красоте Тун Абдул Джалила дошла до дочери раджи - Гемеренчанг и она решила стать его женой. Ахмад стал завидовать сыну и решил погубить и Джалила. По приказу Ахмада его убили. Когда моряки из Маджапахита спросили у рыбаков: "что творится в Пасее"? Те ответили "Носорог пожирает своих детей - вот что у нас творится"! Узнав о смерти Джалила Гемеренчанг затопила свой корабль. Маджапахитцы на 400 судах отправились в поход против Пасея. Битва длилась три дня и пасейцы были разбиты. Ахмад бежал из дворца в Мендуг.
Далее повесть описывает какие страны были завоёваны Маджапахитом. Единственной непокорённой страной на островах была Пулау Перча (Минангкабау ). Царё Патиху Суатангу было предложено маджапахитцами решить судьбу страны путём состязания - борьбы буйволов. Маджапахитцы привезли гигантского буйвола, который никогда не проигрывал. Патих Суатанг нашёл крепкого буйволёнка и отлучил его от матери. Буйволёнка не кормили 7 дней и в день состязания выпустили против гигантского быка. Буйволёнок решил, что это корова и принялся пытаться сосать молоко. От щекотки большой буйвол маджапахитцев упал на спину и был побеждён. На прощальном пиру воины Пулау Перча поднесли воинам Маджапахита рисовую водку и пальмовую брагу в сосудах из обрезанного под острым углом бамбукового стебля. Суатанг сказал, что по обычаю страны гостей поят из рук хозяев. Когда маджапахитцы пошире открыли рты, воины Пулау Перча закололи их острыми бамбуковыми сосудами. Так Пулау Перча избежала завоевания.
Завершает Повесть (в Рукописи А) перечень стран упомянутых Повестью и завоёванных Маджапахитом.

## Генеалогическое древо династии Пасея
|                |                |                              |                              | Неизвестно                   | Неизвестно                   | Неизвестно                   | Неизвестно                   | Неизвестно       | Неизвестно       |                  |                  | Неизвестно       | Неизвестно       | Неизвестно      | Неизвестно      | Неизвестно      | Неизвестно      |                 |                 |                 |                 |             |             |                 |                 |                 |                 |                 |                 |  |  |                |                |                |                |                |                |
|                |                |                              |                              | Неизвестно                   | Неизвестно                   | Неизвестно                   | Неизвестно                   | Неизвестно       | Неизвестно       |                  |                  | Неизвестно       | Неизвестно       | Неизвестно      | Неизвестно      | Неизвестно      | Неизвестно      |                 |                 |                 |                 |             |             |                 |                 |                 |                 |                 |                 |  |  |                |                |                |                |                |                |
|                |                |                              |                              |                              |                              |                              |                              |                  |                  |                  |                  |                  |                  |                 |                 |                 |                 |                 |                 |                 |                 |             |             |                 |                 |                 |                 |                 |                 |  |  |                |                |                |                |                |                |
|                |                |                              |                              |                              |                              |                              |                              |                  |                  |                  |                  |                  |                  |                 |                 |                 |                 |                 |                 |                 |                 |             |             |                 |                 |                 |                 |                 |                 |  |  |                |                |                |                |                |                |
|                |                | Ахмад                        | Ахмад                        | Ахмад                        | Ахмад                        | Ахмад                        | Ахмад                        |                  |                  |                  |                  | Мухаммад         | Мухаммад         | Мухаммад        | Мухаммад        | Мухаммад        | Мухаммад        |                 |                 |                 |                 |             |             |                 |                 |                 |                 |                 |                 |  |  |                |                |                |                |                |                |
|                |                | Ахмад                        | Ахмад                        | Ахмад                        | Ахмад                        | Ахмад                        | Ахмад                        |                  |                  |                  |                  | Мухаммад         | Мухаммад         | Мухаммад        | Мухаммад        | Мухаммад        | Мухаммад        |                 |                 |                 |                 |             |             |                 |                 |                 |                 |                 |                 |  |  |                |                |                |                |                |                |
|                |                | Бетунг                       | Бетунг                       | Бетунг                       | Бетунг                       | Бетунг                       | Бетунг                       |                  |                  | Мерах Гаджах     | Мерах Гаджах     | Мерах Гаджах     | Мерах Гаджах     | Мерах Гаджах    | Мерах Гаджах    |                 |                 |                 |                 |                 |                 |             |             |                 |                 |                 |                 |                 |                 |  |  |                |                |                |                |                |                |
|                |                | Бетунг                       | Бетунг                       | Бетунг                       | Бетунг                       | Бетунг                       | Бетунг                       |                  |                  | Мерах Гаджах     | Мерах Гаджах     | Мерах Гаджах     | Мерах Гаджах     | Мерах Гаджах    | Мерах Гаджах    |                 |                 |                 |                 |                 |                 |             |             |                 |                 |                 |                 |                 |                 |  |  |                |                |                |                |                |                |
|                |                |                              |                              |                              |                              |                              |                              |                  |                  |                  |                  |                  |                  |                 |                 |                 |                 |                 |                 |                 |                 |             |             |                 |                 |                 |                 |                 |                 |  |  |                |                |                |                |                |                |
|                |                |                              |                              |                              |                              |                              |                              |                  |                  |                  |                  |                  |                  |                 |                 |                 |                 |                 |                 |                 |                 |             |             |                 |                 |                 |                 |                 |                 |  |  |                |                |                |                |                |                |
|                |                | Мерах Силоу (Малик ас-Салех) | Мерах Силоу (Малик ас-Салех) | Мерах Силоу (Малик ас-Салех) | Мерах Силоу (Малик ас-Салех) | Мерах Силоу (Малик ас-Салех) | Мерах Силоу (Малик ас-Салех) |                  |                  | Гангганг         | Гангганг         | Гангганг         | Гангганг         | Гангганг        | Гангганг        |                 |                 | Мерах Хасум     | Мерах Хасум     | Мерах Хасум     | Мерах Хасум     | Мерах Хасум | Мерах Хасум |                 |                 |                 |                 |                 |                 |  |  |                |                |                |                |                |                |
|                |                | Мерах Силоу (Малик ас-Салех) | Мерах Силоу (Малик ас-Салех) | Мерах Силоу (Малик ас-Салех) | Мерах Силоу (Малик ас-Салех) | Мерах Силоу (Малик ас-Салех) | Мерах Силоу (Малик ас-Салех) |                  |                  | Гангганг         | Гангганг         | Гангганг         | Гангганг         | Гангганг        | Гангганг        |                 |                 | Мерах Хасум     | Мерах Хасум     | Мерах Хасум     | Мерах Хасум     | Мерах Хасум | Мерах Хасум |                 |                 |                 |                 |                 |                 |  |  |                |                |                |                |                |                |
|                |                |                              |                              |                              |                              |                              |                              |                  |                  |                  |                  |                  |                  |                 |                 |                 |                 |                 |                 |                 |                 |             |             |                 |                 |                 |                 |                 |                 |  |  |                |                |                |                |                |                |
|                |                |                              |                              |                              |                              | Малик ат-Тахир               |                              |                  |                  |                  |                  |                  |                  |                 |                 |                 |                 |                 |                 |                 |                 |             |             |                 |                 |                 |                 |                 |                 |  |  |                |                |                |                |                |                |
|                |                |                              |                              |                              |                              |                              |                              |                  |                  |                  |                  |                  |                  |                 |                 |                 |                 |                 |                 |                 |                 |             |             |                 |                 |                 |                 |                 |                 |  |  |                |                |                |                |                |                |
|                |                |                              |                              |                              |                              |                              |                              |                  |                  |                  |                  |                  |                  |                 |                 |                 |                 |                 |                 |                 |                 |             |             |                 |                 |                 |                 |                 |                 |  |  |                |                |                |                |                |                |
|                |                | Малик ал-Махмуд              | Малик ал-Махмуд              | Малик ал-Махмуд              | Малик ал-Махмуд              | Малик ал-Махмуд              | Малик ал-Махмуд              |                  |                  | Малик ал-Мансур  | Малик ал-Мансур  | Малик ал-Мансур  | Малик ал-Мансур  | Малик ал-Мансур | Малик ал-Мансур |                 |                 |                 |                 |                 |                 |             |             |                 |                 |                 |                 |                 |                 |  |  |                |                |                |                |                |                |
|                |                | Малик ал-Махмуд              | Малик ал-Махмуд              | Малик ал-Махмуд              | Малик ал-Махмуд              | Малик ал-Махмуд              | Малик ал-Махмуд              |                  |                  | Малик ал-Мансур  | Малик ал-Мансур  | Малик ал-Мансур  | Малик ал-Мансур  | Малик ал-Мансур | Малик ал-Мансур |                 |                 |                 |                 |                 |                 |             |             |                 |                 |                 |                 |                 |                 |  |  |                |                |                |                |                |                |
|                |                | Ахмад Перумудал Перумал      |                              |                              |                              |                              |                              |                  |                  |                  |                  |                  |                  |                 |                 |                 |                 |                 |                 |                 |                 |             |             |                 |                 |                 |                 |                 |                 |  |  |                |                |                |                |                |                |
|                |                |                              |                              |                              |                              |                              |                              |                  |                  |                  |                  |                  |                  |                 |                 |                 |                 |                 |                 |                 |                 |             |             |                 |                 |                 |                 |                 |                 |  |  |                |                |                |                |                |                |
|                |                |                              |                              |                              |                              |                              |                              |                  |                  |                  |                  |                  |                  |                 |                 |                 |                 |                 |                 |                 |                 |             |             |                 |                 |                 |                 |                 |                 |  |  |                |                |                |                |                |                |
| Тун Браим Бапа | Тун Браим Бапа | Тун Браим Бапа               | Тун Браим Бапа               | Тун Браим Бапа               | Тун Браим Бапа               |                              |                              | Тун Абдул Джалил | Тун Абдул Джалил | Тун Абдул Джалил | Тун Абдул Джалил | Тун Абдул Джалил | Тун Абдул Джалил |                 |                 | Тун Абдул Фадил | Тун Абдул Фадил | Тун Абдул Фадил | Тун Абдул Фадил | Тун Абдул Фадил | Тун Абдул Фадил |             |             | Тун Медам Периа | Тун Медам Периа | Тун Медам Периа | Тун Медам Периа | Тун Медам Периа | Тун Медам Периа |  |  | Тун Таких Дара | Тун Таких Дара | Тун Таких Дара | Тун Таких Дара | Тун Таких Дара | Тун Таких Дара |

## Рукописи

### Рукопись А
Текст Повести содержится в рукописи из Королевского азиатского общества (Лондон), где хранится под шифром Raffles Malay № 67. Рукопись передана обществу из собрания Томаса Стэмфорда Раффлза его вдовой в 1830 году. Рукопись была переписана для Раффлза 2 января 1815 года из собрания наместника Демака Кьяи Сурадиманггала. Рукопись представляет собой тетрадь из 142 страниц на плотной, желтоватой бумаге, переплетённую в чёрную ткань. Написана одним писцом с чётким почерком чёрными чернилами, кроме заглавия, которое написано красным. Рукопись озаглавлена «Hikayat raja Pasai».
С этой рукописи снял копию Эдуар Дюлорье — она хранится в Национальной библиотеки Франции под шифром Mal.-pol.50. Он напечатал рукопись арабским шрифтом, внеся в заглавие исправление: «Hikayat raja-raja Pasai», что отразилось в последующих изданиях. Эта рукопись стала основой для европейских изданий.

### Рукопись Б
В 1986 году Британская библиотека купила у Дэвида Ломэна рукопись 1797 года под шифром MS Or. 14350. Рукопись занимает 83 страницы на голландской бумаге, чёрно-коричневые чернила, ряда страниц не достаёт. Написана на джави, на обложке полу-стёртые надписи бугийско-макассарским письмом. Содержит текст «Повесть о радже Хандаке, воевавшем против Пророка» и «Повесть о раджах Пасея» на 73 страницах. В рукописи недостаёт около 20 % текста, с другой стороны в ней присутствуют некоторые выражения (главным образом арабские), которые были упущены в рукописи А. В колофоне указана, что рукопись переписана Энче Усманом с книги капитана Абдуллаха из Семаранга.

## Издания и Переводы
На русский язык
- пер. с малайского, исследование, примеч. и прил. Л.В. Горяевой. Повесть о раджах Пасея. — М.: Наука - Вост. лит., 2015. — 190 с. — (Памятники письменности Востока ; CXLIV). — 500 экз. — ISBN 978-5-02-136610-7.

На малайском арабской графикой:
- Dulaurier Ed.  = Collection des Principales Chroniques Malayes. Premier fascicule. La chronique du Royaume de Pasey. — P, 1849.

На французский язык
- Аристид Марр. Sumatra. Histoire des Rois de Pasey, traduite et annotee par  Aristide Marre. — P, 1874.

На малайском латинским алфавитом:
- Дж. П. Мид. Hikayat Raja-raja Pasai (romanized). - Journal of the Straits Branch of The Royal Asiatic Society. — Сингапур, 1914.

Первый английский перевод:
- Hill A.H. Hikayat Raja-raja Pasai, a Revised Romanized Version with an English Translation, an Introduction and Notes. - Journal of the Malayan Branch ot the Royal Asiatic Society / vol.33, pt.2. — Сингапур, 1960.